# Sambou Yatabaré
Sambou Yatabaré (Beauvais, 2 de março de 1989) é um futebolista profissional malinês que atua como meia.

## Carreira
Sambou Yatabaré representou o elenco da Seleção Malinesa de Futebol no Campeonato Africano das Nações de 2017.

## Títulos
Mali
- Campeonato Africano das Nações: 2013 - 2º Lugar